# Baskermössa m/1952

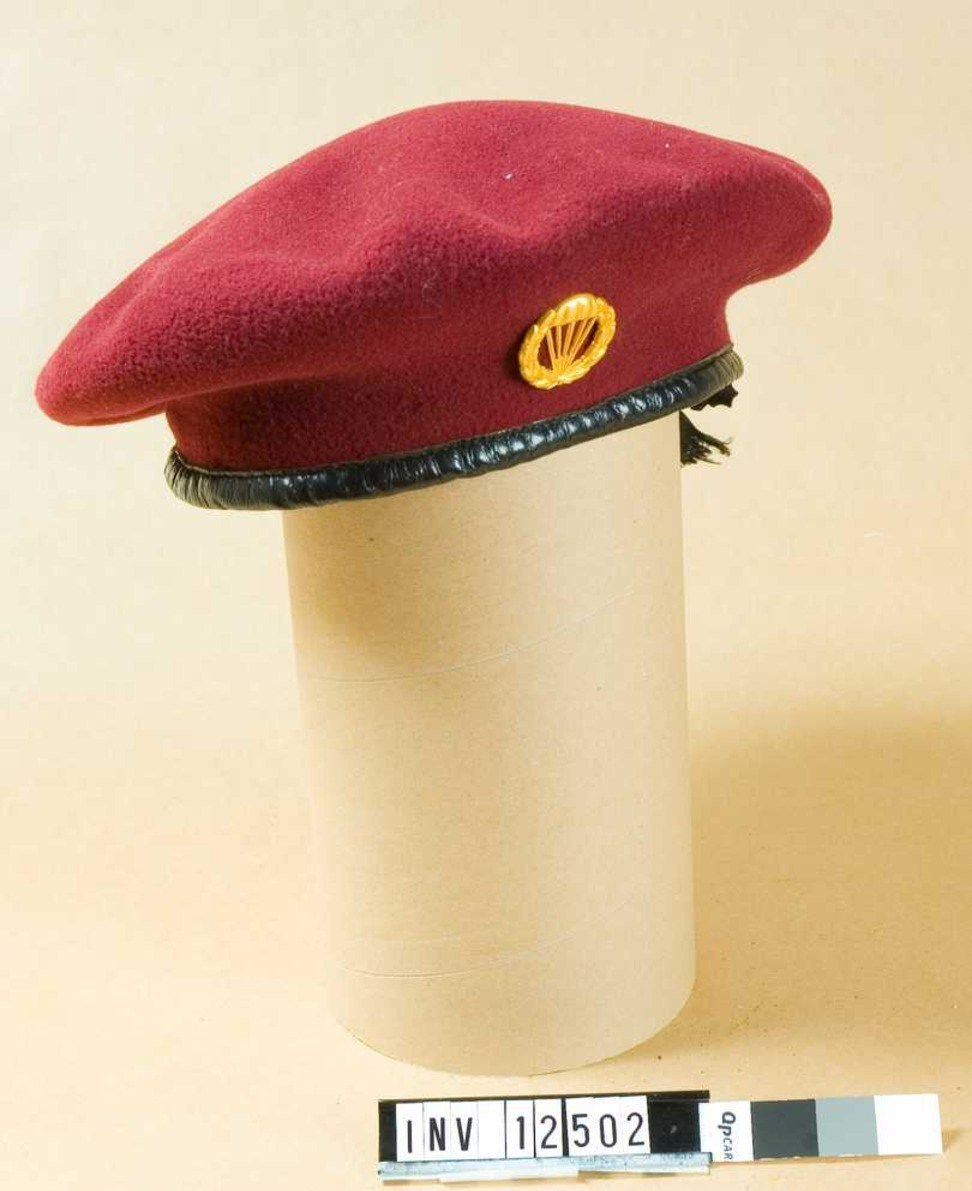
Baskermössa m/1952
(Ur armémuseums samlingar)

Baskermössa m/1952 är en baskermössa som tidigare användes inom Sveriges försvarsmakt.
Baskermössan är av vinrött ylle och har en skyddskant i skinn. Den är även försedd med ett baskermärke m/1952. Den användes från början av fallskärmsjägarskolan (FJS) till Uniform m/1952. Senare kom den att användas även till såväl Uniform m/1960 och fältuniformerna m/58, m/59 samt M90.